# Pokémon: Adventures in the Orange Islands
Esta es una lista de episodios de la segunda temporada de Pokémon y segunda parte de la Serie El Comienzo, que se transmitió en Japón bajo el título de Pokémon: Episodio de Islas Naranja (ポケットモンスター オレンジ諸島編 Poketto Monsutā: Orenji Shotou-hen?) como parte de la Serie Original; mientras que el nombre en occidente fue "Pokémon: Liga Naranja" en Hispanoamérica, "Pokémon: Las Islas Naranja" en España y "Pokémon: Adventures in Orange Islands!" en Estados Unidos.

## Lista de episodios
| E#  | T# | Título | Estreno en Japón         | Estreno en Estados Unidos | Estreno en Hispanoamérica Estreno en España  |
| --- | -- | --- | ------------------------ | ------------------------- | -------------------------------------------- |
| 84  | 01 | «¿¡Vuelo desastroso!?» «Hikōsen wa fukōsen!?» (ひこうせんはふこうせん！？) España: «Susto en el aire» Hispanoamérica: «Un susto en el aire»                                                                                            | 4 de febrero de 1999     | 8 de enero de 2000        | 6 de agosto de 2000 16 de septiembre de 2000 |
| 85  | 02 | «Pokémon sureños y la Poké Ball GS» «Nangoku Pokemon to GS Bōru» (なんごくポケモンとＧＳボール) España: «Peligro: Poké Ball» Hispanoamérica: «Peligro Pokébola»                                                                        | 11 de febrero de 1999    | 16 de enero de 2000       | Desconocido Desconocido                      |
| 86  | 03 | «¡Salvando a Laplace!» «Rapurasu o tasukero!» (ラプラスをたすけろ！) España: «El Lapras perdido» Hispanoamérica: «El Lapras perdido»                                                                                                   | 18 de febrero de 1999    | 22 de enero de 2000       | Desconocido Desconocido                      |
| 87  | 04 | «¡Liga Naranja! ¡Gimnasio Natsukan!» «Orenji Rīgu! Natsukan Jimu!» (オレンジリーグ！ナツカンジム！) España: «Nacido para navegar» Hispanoamérica: «Duelo en la marea.»                                                                 | 25 de febrero de 1999    | 5 de febrero de 2000      | Desconocido Desconocido                      |
| 88  | 05 | «¡El misterio de los pokémon perdidos!» «Kieta Pokemon-tachi no nazo!» (きえたポケモンたちのナゾ！) España: «Pikachu se rebela» Hispanoamérica: «Pikachu se rebela»                                                                    | 4 de marzo de 1999       | 5 de febrero de 2000      | Desconocido Desconocido                      |
| 89  | 06 | «El Iwark de cristal» «Kurisutaru no Iwāku» (クリスタルのイワーク) España: «El Onix de cristal» Hispanoamérica: «El Onix de cristal»                                                                                                   | 11 de marzo de 1999      | 5 de febrero de 2000      | Desconocido Desconocido                      |
| 90  | 07 | «La isla de los pokémon rosa» «Pinku no Pokemon shima» (ピンクのポケモンじま) España: «De color rosa» Hispanoamérica: «Pokémon en rosa»                                                                                                | 18 de marzo de 1999      | 12 de febrero de 2000     | Desconocido Desconocido                      |
| 91  | 08 | «¡El secreto de los fósiles de Kabuto!» «Kabuto no kaseki no himitsu!» (カブトのかせきのひみつ！) España: «Impacto caparazón» Hispanoamérica: «¡El misterio de Kabuto!»                                                                | 25 de marzo de 1999      | 4 de marzo de 2000        | Desconocido Desconocido                      |
| 92  | 09 | «¡Baila! ¡Espectáculo en barco pokémon!» «Odoru! Pokemon Shōbōto!» (おどる！ポケモンショーボート！) España: «Lucha escénica» Hispanoamérica: «Lucha en el escenario»                                                                   | 1 de abril de 1999       | 12 de febrero de 2000     | Desconocido Desconocido                      |
| 93  | 10 | «¡Adiós Koduck! ¿Devolviendo a Golduck?» «Sayonara Kodakku! Matakite Gorudakku?» (さよならコダック！またきてゴルダック?) España: «Adiós Psyduck» Hispanoamérica: «Adiós Psyduck»                                                       | 8 de abril de 1999       | 26 de febrero de 2000     | Desconocido Desconocido                      |
| 94  | 11 | «¡Navegante Joi! ¡Cruzando grandes olas!» «Seiringu Jōi! Aranami o koete!» (セイリングジョーイ！あらなみをこえて！) España: «La Joy de los Pokémon» Hispanoamérica: «La Joy de los Pokémon»                                            | 15 de abril de 1999      | 4 de marzo de 2000        | Desconocido Desconocido                      |
| 95  | 12 | «¡Gimnasio Navel! ¡Enfrentamiento nevado!» «Nēburu Jimu! Yukiyama no tatakai!» (ネーブルジム！ゆきやまのたたかい！) España: «Maniobras en Navel» Hispanoamérica: «Maniobras en Isla Ombligo»                                           | 22 de abril de 1999      | 11 de marzo de 2000       | Desconocido Desconocido                      |
| 96  | 13 | «¡Kabigon glotón! ¡Mucho pánico!» «Ōgui Kabigon! Dai Panikku!» (おおぐいカビゴン！だいパニック！) España: «Ataque de hambre» Hispanoamérica: «Robo de comida»                                                                          | 29 de abril de 1999      | 25 de marzo de 2000       | Desconocido Desconocido                      |
| 97  | 14 | «¡El barco fantasma y los pokémon fantasma!» «Yūreisen to yūrei Pokemon!» (ゆうれいせんとゆうれいポケモン！) España: «Un barco de escalofríos» Hispanoamérica: «Un barco lleno de escalofríos»                                         | 6 de mayo de 1999        | 25 de marzo de 2000       | Desconocido Desconocido                      |
| 98  | 15 | «¿¡La isla de Lord Nyarth!?» «O-Nyāsu-sama no shima!?» (おニャースさまのしま！？) España: «Meowth al poder» Hispanoamérica: «Meowth es el jefe»                                                                                        | 13 de mayo de 1999       | 25 de marzo de 2000       | Desconocido Desconocido                      |
| 99  | 16 | «El orgullo del soldado Strike» «Sutoraiku Senshi no hokori» (ストライクせんしのほこり) España: «Tracey captura un insecto» Hispanoamérica: «Tracy se apasiona»                                                                        | 20 de mayo de 1999       | 1 de abril de 2000        | Desconocido Desconocido                      |
| 100 | 17 | «¡Es la isla del sur! ¡Todos juntos!» «Minami no shima da yo! Zenin shūgō!» (みなみのしまだよぜんいんしゅうごう！) España: «Menudo día libre» Hispanoamérica: «Un día libre»                                                           | 27 de mayo de 1999       | 8 de abril de 2000        | Desconocido Desconocido                      |
| 101 | 18 | «¡Canna de la Shitennō! Enfrentamiento de hielo!» «Shitennō Kanna! Kōri no tatakai!!» (してんのうカンナ！こおりのたたかい！！) España: «El combate femenino de isla Mandarina» Hispanoamérica: «Duelo en Isla Mandarín»                | 3 de junio de 1999       | 15 de abril de 2000       | Desconocido Desconocido                      |
| 102 | 19 | «La historia de amor de los Nidoran» «Nidoran no koimonogatari» (ニドランのこいものがたり) España: «¿Por qué existís, pokémon?» Hispanoamérica: «Los pokémon de Ralph y Emily»                                                         | 10 de junio de 1999      | 22 de abril de 2000       | Desconocido Desconocido                      |
| 103 | 20 | «¡Coil y la gran pradera!» «Dai heigen no Koiru-tachi!» (だいへいげんのコイルたち！) España: «Sigue, pequeño Pokémon» Hispanoamérica: «Emergencia eléctrica»                                                                           | 17 de junio de 1999      | 29 de abril de 2000       | Desconocido Desconocido                      |
| 104 | 21 | «¿¡El monstruo del alcantarillado!?» «Chikadō no kaibutsu!?» (ちかどうのかいぶつ！？) España: «La amenaza misteriosa» Hispanoamérica: «La amenaza misteriosa»                                                                          | 24 de junio de 1999      | 6 de mayo de 2000         | Desconocido Desconocido                      |
| 105 | 22 | «¡Gimnasio Yuzu! ¡Batalla 3 VS 3!» «Yuzu Jimu! Taipu Batoru! 3 VS 3!!» (ユズジム！タイプバトル３VS３！！) España: «Misty conoce a su media naranja» Hispanoamérica: «Misty encuentra pareja»                                           | 1 de julio de 1999       | 9 de septiembre de 2000   | Desconocido Desconocido                      |
| 106 | 23 | «¿¡Pikachu VS Nyarth!?» «Pikachū VS Nyāsu!?» (ピカチュウVSニャース！？) España: «Destinados a tener problemas» Hispanoamérica: «Mi amigo Pikachu»                                                                                      | 15 de julio de 1999      | 15 de septiembre de 2000  | Desconocido Desconocido                      |
| 107 | 24 | «¡Lizardon! ¡¡Yo te elijo!!» «Rizādon! Kimi ni kimeta!!» (リザードン！きみにきめた！！) España: «Charizard congelado» Hispanoamérica: «Charizard se enfría»                                                                            | 22 de julio de 1999      | 2 de septiembre de 2000   | Desconocido Desconocido                      |
| 108 | 25 | «¡Enfrentamiento de extinguidores de fuego! ¡Zenigame VS Kameil» «Hikeshi taiketsu! Zenigame vs. Kamēru» (ひけしたいけつ！ゼニガメＶＳカメール) España: «La guerra de los pokémon de agua» Hispanoamérica: «La guerra de agua pokémon» | 29 de julio de 1999      | 26 de agosto de 2000      | Desconocido Desconocido                      |
| 109 | 26 | «¡Arde! ¡¡Kabigon!!» «Moe yo! Kabigon!!» (もえよ！カビゴン！！) España: «Combate por comida Pokémon» Hispanoamérica: «Duelo por la comida Pokémon»                                                                                     | 5 de agosto de 1999      | 19 de agosto de 2000      | Desconocido Desconocido                      |
| 110 | 27 | «¡Batalla de parejas! ¡¡El último gimnasio!!» «Taggu Batoru! Saigo no Jimu!!» (タッグバトル！さいごのジム！！) España: «Doble problema Pokémon» Hispanoamérica: «Prepárense para los problemas Pokémon»                                | 12 de agosto de 1999     | 9 de septiembre de 2000   | Desconocido Desconocido                      |
| 111 | 28 | «¡Koiking! ¡¡El secreto de la evolución!!» «Koikingu! Shinka no himitsu!!» (コイキング！しんかのひみつ！！) España: «El observador chiflado» Hispanoamérica: «El observador loco»                                                      | 19 de agosto de 1999     | 16 de septiembre de 2000  | Desconocido Desconocido                      |
| 112 | 29 | «Nyoromo y Kasumi» «Nyoromo to Kasumi» (ニョロモとカスミ) España: «La espora paralizadora» Hispanoamérica: «La desviación paralizadora»                                                                                                | 26 de agosto de 1999     | 16 de septiembre de 2000  | Desconocido Desconocido                      |
| 113 | 30 | «¡Copa de ganadores! ¡¡Batalla completa de 6 VS 6!!» «Whināzu Kappu! Furu Batoru 6 VS 6!!» (ウィナーズカップ！フルバトル６ＶＳ６！！) España: «Hola Pomelo» Hispanoamérica: «Hola Pumello»                                             | 2 de septiembre de 1999  | 23 de septiembre de 2000  | Desconocido Desconocido                      |
| 114 | 31 | «¡La batalla final! ¡¡Entra Kairyu!!» «Fainaru Batoru! Kairyū tōjō!!» (ファイナルバトル！カイリューとうじょう！！) España: «Adelante Dragonite» Hispanoamérica: «Entra Dragonite»                                                      | 29 de septiembre de 1999 | 23 de septiembre de 2000  | Desconocido Desconocido                      |
| 115 | 32 | «¡Adiós Laplace!» «Sayonara Rapurasu!'» (さよならラプラス！) España: «Viva los Lapras» Hispanoamérica: «Viva las Lapras» | 16 de septiembre de 1999 | 30 de septiembre de 2000  | Desconocido Desconocido                      |
| 116 | 33 | «¿¡La gran explosión de Marumine!?» «Marumain daibakuha!?» (マルマインだいばくは！？) España: «El rodeo subterráneo» Hispanoamérica: «La patrulla subterránea»                                                                         | 23 de septiembre de 1999 | 30 de septiembre de 2000  | Desconocido Desconocido                      |
| 117 | 34 | «¡Regresando a Pueblo Masara!» «Kaettekita Masara Taun!» (かえってきたマサラタウン！) España: «Metidos en una carpa» Hispanoamérica: «Reencuentros»                                                                                    | 30 de septiembre de 1999 | 7 de octubre de 2000      | Desconocido Desconocido                      |
| 118 | 35 | «¡Enfrentamiento entre rivales! ¡¡Satoshi VS Shigeru!!» «Raibaru taiketsu! Satoshi VS Shigeru!!» (ライバルたいけつ！サトシＶＳシゲル！！) España: «El resurgir de una rivalidad» Hispanoamérica: «La rivalidad revive»                 | 7 de octubre de 1999     | 14 de octubre de 2000     | 29 de diciembre de 2000 Desconocido          |